# Inferno (film, 1980)
Pour les articles homonymes, voir Inferno.
Série Trilogie des trois mères
Suspiria
(1977) La Troisième Mère
(2007)
Pour plus de détails, voir Fiche technique et Distribution.
Inferno est un film d'épouvante fantastique italien réalisé par Dario Argento et sorti en 1980. C'est le deuxième volet de la Trilogie des trois mères, après Suspiria (1977) et avant La Troisième Mère (2007).
Le film suit Rose, une jeune poétesse new-yorkaise qui achète un vieux livre qui raconte comment trois sorcières ont ensorcelé trois demeures de par le monde. Après avoir lu le livre, elle commence à penser que son étrange résidence new-yorkaise pourrait être l'une d'elles. Elle écrit une lettre à son frère Mark, étudiant en musique à Rome, pour lui demander de venir chez elle, mais cette lettre tombe d'abord sous les yeux d'une amie de Mark, qui s'en inquiète. Ella appelle son frère pour lui remettre la lettre qui lui revient, mais elle est assassinée avant d'avoir pu lui parler. 

## Synopsis
Rose Eliot (Irene Miracle), une jeune poétesse vivant seule dans l'Upper West Side de New York, achète un livre ancien intitulé Les Trois Mères à Kazanian (Sacha Pitoëff), propriétaire d'un magasin d'antiquités. Le livre raconte la vie de trois sœurs sorcières maléfiques qui gouvernent le monde à l'aide du chagrin, des larmes et des ténèbres. L'auteur du livre est Emilio Varelli, architecte alchimiste tombé dans l'oubli. Le livre narre la rencontre de Varelli avec les trois mères des Enfers : Mater Suspiriorum (Notre-Dame des Soupirs), Mater Lacrimarum (Notre-Dame des Larmes) et Mater Tenebrarum (Notre-Dame des Ténèbres). Il leur construit une maison à chacune : une à Fribourg-en-Brisgau en Allemagne de l'Ouest, une à Rome en Italie et une à New York aux États-Unis.
Rose se rend compte qu'elle vit dans une de ces maisons ensorcelées. Elle écrit de toute urgence à son frère Mark (Leigh McCloskey), étudiant en musique à l'université de Rome, pour lui demander de lui rendre visite. En utilisant le livre comme guide, Rose descend dans le sous-sol du bâtiment, et passe par un trou dans le sol menant à une pièce inondée. C'est alors que Rose fait accidentellement tomber un trousseau de clés dans l'eau et elle doit descendre dans le trou pour les récupérer. Dans la pièce inondée, elle voit un tableau sur lequel est écrit « Mater Tenebrarum ». Ramassant les clés et se préparant à nager vers la surface, elle tombe nez à nez avec un cadavre en putréfaction. Prise d'angoisse, elle s'échappe en toute hâte, oubliant ses chaussures au sous-sol. À ce moment-là, un petit tremblement de terre se produit et une silhouette sombre observe la fuite de la jeune fille.
À Rome, pendant une leçon de musique, Mark essaie de lire la lettre de sa sœur. Cependant, en sentant le regard posé sur lui d'une belle inconnue (Ania Pieroni), il en est incapable. À la fin du cours, l'inconnue quitte rapidement la classe et Mark lui emboîte le pas, oubliant la lettre qu'il laisse sur sa table. La lettre est ramassée par son amie Sarah (Eleonora Giorgi) qui la lit. Intriguée par le contenu de la lettre, elle prend un taxi pour se rendre à la bibliothèque Angelica et y trouve un exemplaire des Livre des Trois Mères. Après la fermeture de la bibliothèque, elle vole le livre et tente de sortir par une sortie de secours, où elle se heurte à une silhouette terrifiante qui reconnaît le livre et attaque la jeune fille. Elle jette le livre et s'enfuit. Dans l'ascenseur de son immeuble, elle rencontre Carlo (Gabriele Lavia), qui vit à l'étage inférieur, et lui demande de ne pas la laisser seule. Carlo accepte et ils se rendent ensemble à l'appartement de Sarah. Elle appelle Mark et lui demande de venir le plus vite possible. Soudain, les lumières s'éteignent dans l'appartement. Pensant qu'il s'agit d'une surtension, Carlo va vérifier la boîte à fusibles dans la remise. Sarah vient le rejoindre et le trouve agonisant avec un couteau planté en travers de la gorge. C'est bientôt au tour de Sarah de se faire poignarder par un tueur ganté de noir. Tout de suite après, Mark arrive sur place et trouve les deux cadavres ainsi que la lettre de Rose. Après l'arrivée de la police, il sort dans la rue et voit un taxi passer lentement, avec la même inconnue qu'il avait vu en cours assise sur le siège arrière (il s'agit de Mater Lacrimarum).
Mark appelle Rose, mais en raison d'une mauvaise liaison téléphonique, il n'entend presque rien. Il lui promet de lui rendre visite à New York - et la connexion est coupée. À ce moment-là, Rose voit deux ombres qui font effraction dans son appartement. Elle s'échappe par la porte arrière, dont la poignée se brise, blessant Rose au passage. La jeune fille descend un escalier de secours dans une pièce abandonnée, où elle est saisie par des mains griffues et sauvagement décapitée à l'aide d'une guillotine.
À son arrivée à New York, Mark remarque une plaque sur la maison de Rose avec un texte indiquant que le mystique Georges Gurdjieff a vécu dans cette maison en 1924. Dans la maison, il rencontre la concierge de l'immeuble, Carol (Alida Valli), et une infirmière (Veronica Lazăr), qui s'occupe du vieux professeur muet Arnold (Fiodor Chaliapine fils), qui se déplace exclusivement en fauteuil roulant. Plus tard, Mark rencontre la comtesse Elise (Daria Nicolodi), avec qui Rose a partagé ses découvertes. Elle raconte à Mark tout ce qu'elle sait et attire son attention sur la tuyauterie de la maison, grâce auquel il est possible de communiquer dans différentes parties du bâtiment. Elise remarque des gouttes de sang sur le tapis devant l'appartement de Rose et en informe Mark. Il suit les traces de pas ensanglantées et descend l'escalier de secours jusqu'à une pièce abandonnée. Là, il jette un coup d'œil dans le conduit d'aération - et il se sent soudainement malade et s'évanouit. Elise descend le chercher, mais voit par la fenêtre que le corps de Mark est traîné par une silhouette sombre. Elise tente de s'échapper par les escaliers de secours, terrorisée, mais les serrures de tous les étages, sauf le grenier, sont verrouillées. Elle grimpe au grenier, où des chats ensauvagés se jettent sur elle. Un personnage mystérieux assassine alors Elise. Pendant ce temps, Mark s'est ranimé et il titube, serrant son cœur, et s'effondre. Il est trouvé par Carol et la mystérieuse infirmière qui lui donnent des médicaments et le portent sur le canapé de l'appartement de Rose.
Le lendemain, Mark rencontre Kazanian et lui demande quand, la dernière fois, il a vu Rose. Kazanian ne dit rien de substantiel, il le prévient seulement qu'il y aura une éclipse lunaire totale pendant la nuit. Dans son magasin, Kazanian capture des chats appartenant à Carol et les met dans un sac. Cette nuit-là, il va les noyer dans un petit étang de Central Park. Après avoir réussi à immerger le sac, il tombe accidentellement dans l'eau lui-même. C'est alors que des dizaines de rats provenant d'une arrivée d'égout  se jettent sur lui et commencent à le dépecer. Les cris de Kazanian sont entendus par un vendeur de hot-dogs dont la camionnette se trouve à proximité. Le vendeur saisit un grand couteau à découper et court en direction des cris. C'est alors que, l'éclipse survenue, le vendeur poignarde sauvagement Kazanian, et pousse son cadavre près d'une conduite d'égout où des centaines de rats affluent et auront vite fait de le dévorer. Les chats sont vengés.
Carole et John (Leopoldo Mastelloni), le majordome d'Elise, trouvent les bijoux d'Elise et décident de les voler, informant le comte que sa femme s'est soudainement enfuie. John se rend dans la chambre du Comte, mais il est alors saisi par une main griffue. Carol entend le bruit du verre brisé et suit John jusqu'à l'appartement. Comme l'électricité est coupée dans l'appartement, elle allume une bougie et part à la recherche de John. Voyant son cadavre énucléé, horrifiée Carol laisse tomber la bougie, ce qui provoque l'embrasement des rideaux. En essayant d'éteindre le feu, elle tire sur les rideaux en feu, dans lesquels elle s'emmêle et tombe par la fenêtre.
Pendant ce temps, Mark découvre un espace vide sur le sol de la chambre de Rose. Il arrache le parquet et pénètre dans un passage secret qui le conduit à un escalier menant à l'appartement du professeur Arnold. Le vieil homme le remarque et utilise un générateur de voix mécanique pour lui dire qu'il s'appelle Varelli. Interrogé sur ce qui est arrivé à Rose, Varelli fait signe à Mark de se rapprocher, soi-disant pour lui parler à l'oreille. C'est alors qu'il tente de le tuer avec une seringue. Mark repousse le vieil homme qui se prend le cou dans les fils de sa machine. Mark le libère, mais le vieil homme meurt. Mark remarque une ombre qui le suit et se lance à sa poursuite dans la maison déjà presque entièrement embrasée. La poursuite le conduit dans une vieille pièce jonchée de chandeliers, dans laquelle est assise l'infirmière. L'infirmière déclare qu'elle est Mater Tenebrarum. Elle disparaît dans les airs, ne laissant qu'un reflet dans le miroir. Le reflet émerge alors du miroir, en se transformant en une personnification de la mort. Mark s'enfuit du bâtiment qui s'effondre et court dehors vers les pompiers qui viennent d'arriver.

## Fiche technique
- Titre original et français : Inferno
- Réalisation : Dario Argento, assisté de Lamberto Bava, Mario Bava et Andrea Piazzesi
- Scénario : Dario Argento, Daria Nicolodi, Dardano Sacchetti (participation[1]) d'après l'histoire de Thomas De Quincey
- Photographie : Romano Albani (it)
- Montage : Franco Fraticelli
- Musique : Keith Emerson, Giuseppe Verdi
- Effets spéciaux : Mario Bava, Germano Natali (it)
- Décors : Giuseppe Bassan
- Costumes : Massimo Lentini (it)
- Maquillage : Luciana Maria Costanzi, Giancarlo De Leonardis (it), Pier Antonio Mecacci (it)
- Production : Claudio Argento
- Société de production : Produzioni Intersound
- Pays de production :  Italie
- Langue originale : italien
- Format : Couleurs par Technicolor - 1,85:1 - Son mono - 35 mm
- Genre : Épouvante fantastique
- Durée : 107 minutes
- Date de sortie :
  - Italie : 7 février 1980
  - France : 16 avril 1980
- Classification : 
  - France : Interdit aux moins de 18 ans lors de sa sortie

## Distribution
- Leigh McCloskey (VF : Richard Darbois) : Mark Elliot
- Irene Miracle (VF : Catherine Lafond) : Rose Elliot
- Eleonora Giorgi (VF : Sylvie Feit) : Sara
- Daria Nicolodi (VF : Brigitte Morisan) : Elise De Longvalle Adler
- Sacha Pitoeff (VF : lui-même) : Kazanian
- Alida Valli (VF : Paule Emanuele) : Carol, la concierge
- Veronica Lazăr (VF : Évelyn Séléna) : l'infirmière / Mater Tenebrarum
- Gabriele Lavia (VF : Georges Poujouly) : Carlo
- Fiodor Chaliapine fils (VF : René Arrieu) : le professeur Arnold / Emilio Varelli
- Leopoldo Mastelloni (it) (VF : Jacques Thébault) : John, le majordome
- Ania Pieroni : l'étudiante en musique / Mater Lacrimarum
- Paolo Paoloni (VF : Georges Atlas) : le professeur de musique
- Fulvio Mingozzi (VF : Jacques Richard) : le chauffeur de taxi
- Luigi Lodoli (VF : Georges Atlas) : le relieur
- Rodolfo Lodi (it) : le vieil homme
- Dario Argento (VF : René Arrieu) : le narrateur (non crédité)

## Production
En 1977, Suspiria connaît un grand succès non seulement en Italie, où il se place 7e du box-office Italie 1976-1977, mais aussi en Espagne, en Allemagne de l'Ouest, aux États-Unis, au Japon et en France où il reste le plus grand succès d'Argento.
Capitalisant sur le succès commercial du film, Argento et Daria Nicolodi, qui avaient coécrit le scénario, ont annoncé que Suspiria n'était que le premier volet d'une trilogie proposée qu'ils ont appelée Les Trois Mères. Le concept fondamental des trois films est issu du roman Suspiria de Profundis de Thomas de Quincey, une suite de ses Confessions d'un mangeur d'opium anglais. Un poème en prose du livre intitulé Levana et nos Notre-Dame des Tristesses, détaille comment, tout comme il y a trois Parques et trois Grâces, il y a aussi trois Tristesses : Mater Lacrimarum (Notre-Dame des Larmes), Mater Suspiriorum (Notre-Dame des Soupirs) et Mater Tenebrarum (Notre-Dame des Ténèbres). Comme le titre le suggère, Suspiria se concentre sur Mater Suspiriorum ; la sœur maléfique présentée dans Inferno est Mater Tenebrarum. Le dernier chapitre de la trilogie d'Argento, La Troisième Mère (2007), porte sur Mater Lacrimarum.
Nicolodi est à l'origine du scénario original mais elle n'est pas mentionnée au générique. Nicolodi a expliqué qu'elle n'a pas cherché à être créditée parce que « ayant lutté si fort pour que mon humble mais excellent travail dans Suspiria soit reconnu (jusqu'à quelques jours avant la première, je ne savais pas si je verrais mon nom au générique du film), je ne voulais pas revivre cela, alors j'ai dit : "Faites comme vous voulez, de toute façon, l'histoire parlera pour moi parce que je l'ai écrite" » . Travaillant à partir des notes originales de Nicolodi, Argento a écrit le scénario en restant dans une chambre d'hôtel de New York avec vue sur Central Park.
Après avoir travaillé six à sept mois sur le scénario, Dario Argento passe environ une semaine avec Dardano Sacchetti enfermé dans une pension de famille en face du pont Matteotti à Rome pour revoir tout le scénario. À l'exception d'une scène, le scénario n'a pas subi de substantielles modifications. D'après Sacchetti, sa participation au film se limite à cette révision du scénario. Sacchetti dit avoir été bien payé pour cela, mais qu'il était expressément convenu qu'il ne devrait pas être cité au générique.

### Attribution des rôles
Les problèmes administratifs auxquels Argento s'est heurté pendant la réalisation de ce film était selon ses dires difficiles et il a dû faire face à des pressions au moment des auditions. La distribution italienne comprend Daria Nicolodi dans le rôle d'Elise de Longvalle Adler qui retrouve un rôle secondaire dans un film d'Argento après sa prestation remarquée dans Les Frissons de l'angoisse. Sarah, une jeune fille au sort funeste dans le film, est incarnée par Eleonora Giorgi, une valeur sûre du cinéma de genre italien ayant débuté dans le giallo La Tarentule au ventre noir (1970) de Paolo Cavara. Après avoir joué dans Suspiria, l'actrice expérimentée Alida Valli rempile pour ce film dans le rôle de Carol, la concierge. Les compagnons de route d'Argento comme Ania Pieroni, Gabriele Lavia ou Fulvio Mingozzi sont également de la distribution. L'actrice roumaine Veronica Lazăr, qui a débuté au cinéma dans Le Dernier Tango à Paris de Bernardo Bertolucci, interprète le rôle clef de Mater Tenebrarum.
Le rôle principal de Mark Elliot était destiné initialement à l'acteur américain James Woods, qui a dû décliner l'offre car il était occupé sur le tournage de Vidéodrome (1983) de David Cronenberg. Le rôle échoit finalement à Leigh McCloskey, un comédien de la télévision américaine, qui commence la même année à jouer dans la série Dallas pour laquelle il tournera 46 épisodes jusqu'en 1988.
Après avoir été proposé à Nancy Allen qui était trop occupée, le rôle principal féminin est confié à Irene Miracle, une actrice américaine qui avait commencé sa carrière dans le cinéma italien, dans le giallo La bête tue de sang-froid (1975) d'Aldo Lado et la comédie érotique italienne La portiera nuda (1976) de Luigi Cozzi, et venait d'être consacrée la révélation féminine de l'année 1979 aux Golden Globes pour le film britannique à succès d'Alan Parker, Midnight Express. L'une des raisons pour lesquelles Argento l'a choisie était ses talents dans la natation synchronisée, ce qui était très pratique pour filmer la scène de la danse sous-marine.
Alors que Suspiria se concentrait plus sur les personnages, Inferno est plus versatile et varié. Un des personnages qui émergent est celui de Kazanian, le propriétaire inquiétant du magasin d'antiquités dont l'aura rappelle celle de Béla Lugosi. Le personnage est incarné à l'écran par le comédien franco-suisse Sacha Pitoëff. D'après James Gracey, Argento s'est dit inspiré par l'ambiance onirique et le surréalisme du film L'Année dernière à Marienbad (1961) d'Alain Resnais, et le choix de Sacha Pitoëff semble être un clin d'œil à ce film.

### Tournage
Le tournage d'Inferno s'est déroulé principalement en plateau dans le studio Incir De Paolis à Rome, mais un court laps de temps a également été réservé au tournage en extérieur à New York, notamment à Central Park. La scène de la mort de Sacha Pitoëff a été tournée en extérieur à Central Park durant l'été 1979. William Lustig, qui était le coordinateur de la production du film, s'en souvient :

« Ils ont filmé l'acteur portant un sac contenant une sorte de mécanisme mobile, pour faire croire qu'il était rempli de chats. Il marche dans le lac, pousse le sac sous l'eau et tombe dans l'eau. À ce moment-là, de faux rats mécaniques ont été attachés à lui pour des gros plans. Lorsque le type du stand de hot-dogs court dans le lac... ce type courait en fait sur un pont en plexiglas sous l'eau ; cela donnait l'impression qu'il courait réellement sur la surface du lac. Tous les trucages avec les rats vivants ont été tournés en Europe. »

Pendant la production du film, Argento a été atteint d'une hépatite sévère et a dû réaliser certaines séquences en étant allongé sur le dos. À un moment donné, la maladie est devenue si douloureuse qu'il est resté alité pendant quelques jours ; le tournage a alors été limité à la seconde équipe, dont une partie a été réalisée par Mario Bava. Argento a dit que Inferno était l'un des films qu'il appréciait le moins, car ses souvenirs du film sont entachés par le souvenir de la douloureuse maladie dont il a souffert.

### Décors et effets spéciaux
Argento a invité son mentor, Mario Bava, à fournir une partie des effets optiques, des peintures sur cache et des trucages du film. Certains plans de paysages urbains qu'on aperçoit dans Inferno sont en fait des miniatures de gratte-ciel construits par Bava à partir de cartons de lait recouverts de photographies. L'immeuble dans lequel Rose vivait n'était en fait qu'un décor partiellement construit en studio ; il ne faisait que quelques étages et devait être complété visuellement par une petite sculpture construite par Bava. Cette sculpture s'embrase dans l'incendie au dénouement du film.
Bava fait également office de réalisateur de la seconde équipe pendant une partie du tournage. Le critique américain Maitland McDonagh a suggéré que Bava avait tourné la célèbre scène sous-marine du film mais cette séquence a été en réalité tournée dans un réservoir d'eau par Gianlorenzo Battaglia, sans aucun effet spécial. Le fils de Bava, Lamberto Bava, était l'assistant réalisateur du film
Le dénouement du film avec l'incendie de la maison a été tourné sans doublure par Leigh McCloskey. Après la fin du tournage, le producteur du film, Claudio Argento, a demandé à McCloskey s'il accepterait d'accomplir lui-même la cascade, car le cascadeur engagé pour ce travail s'était cassé la jambe. Le producteur a assuré à l'acteur que la scène serait « absolument sans danger ». L'acteur accepte, et lorsqu'il entre sur le plateau le lendemain, il observe que « tout est protégé par trois rangées de plexiglas et tout le monde porte des casques de chantier. Je suis le seul qui doit me mettre au milieu de tout ça... Inutile de dire que j'ai fait tout ça instinctivement... Je sens encore le souffle de la porte en verre qui passe à côté de moi. Quand on vous le dit avec des mots, c'est une chose, mais quand vous sentez cette vitre passer devant vous avec le bruit d'un avion à réaction, vous ne l'oubliez jamais ! ».

## Exploitation
Inferno est distribué en Italie par la 20th Century Fox le 8 février 1980. Il rapporte un total de 1 331 763 000 de lires sur le territoire national. Le film a d'abord eu un succès prometteur au box-office avec la première du film à Rome où 500 billets ont été retournés alors que la salle était pleine à craquer, le public étant même assis sur le sol de la salle. Dans l'ensemble, le film se classe à la 15e place du box-office Italie 1979-1980.
Pour des raisons jamais précisées, la Fox ne s'est pas engagée à ce qu'Inferno sorte en salles aux États-Unis. Dans un entretien avec Maitland McDonagh, Argento a émis l'hypothèse que la décision de la Fox était due à un brusque changement de direction au sein du studio, qui a placardisé Inferno et plusieurs dizaines d'autres films parce qu'ils avaient été approuvés par la direction précédente. Le film est resté inaccessible pendant cinq ans et est sorti directement en VHS en 1985 via la filiale Key Video du studio. L'année suivante, il a fait l'objet d'une sortie tardive en salle par la Fox, pour des projections pendant une semaine dans un cinéma de la ville de New York. Dans le monde entier, le film n'a eu qu'une sortie en salle très limitée. Comme l'a fait remarquer Argento, « Ceux qui ont vu Inferno en salles en dehors d'Italie ont eu bien de la chance », ce qui explique qu'Inferno n'ait pas été un grand succès commercial. En France, le film enregistre 214 962 entrées et presque autant en Espagne avec 214 865 entrées.
L'édition vidéo n'a longtemps été disponible qu'aux États-Unis. Le film n'est disponible en vidéo en Italie que depuis 2002 après un passage télévisuel le 7 juin 1994. De même, la première VHS française date de 2002.

### Accueil critique
Paolo Mereghetti a attribué deux étoiles au film, et a écrit dans son Dizionario dei film : « [C'est un film] pour ses fans, c'est le summum de son style baroque et visionnaire ». Le critique de cinéma Kim Newman a estimé qu'il était « Probablement le film d'horreur le plus sous-estimé des années 1980 ». En 2005, le magazine Total Film a classé Inferno 35e parmi les 50 meilleurs films d'horreur de tous les temps.
Morando Morandini, qui a donné deux étoiles et demie au film, écrit : « Comme dans Suspiria, la dimension fantastique permet à Argento de se passer de la logique. La boucherie est la même et le bric-à-brac gothique fonctionne à l'excès ». Pino Farinotti lui attribue trois étoiles sans commentaire. Rudy Salvagnini, dans son Dizionario dei film horror, attribue quatre étoiles au film, le décrivant comme : « Un film important, dans lequel Argento, au sommet de sa gloire, a voulu se libérer des contraintes narratives pour donner libre cours à son talent visuel ».
Olivier Père estime que « Argento procède par rimes visuelles, fétichistes et musicales (rock progressif de Keith Emerson, le Nabucco de Verdi) pour faire avancer un film construit comme un jeu de l'oie, où se télescopent plusieurs lieux et destinées funestes », tandis que pour Jean-Baptiste Thoret, il s'agit de l'œuvre d'Argento la plus hermétique : « si vous comprenez Inferno, vous comprenez toute l'œuvre d'Argento », un constat que confirme Franck Suzanne dans DVDclassik, ce film « ne doit en aucun cas servir de porte d’entrée dans sa filmographie ».